# Lilla Laggarbotjärnen
Lilla Laggarbotjärnen är en sjö i Skinnskattebergs kommun i Västmanland och ingår i Norrströms huvudavrinningsområde.